# Kloster Veilsdorf
Kloster Veilsdorf ist ein Ortsteil von Veilsdorf im Landkreis Hildburghausen in Thüringen.

## Lage
Die wenigen Reste des einstigen Klosters Veilsdorf befinden sich südöstlich abseits des gleichnamigen Ortes südlich des Hildburghäuser Waldes und nördlich der Bundesstraße 89 in der Werraniederung zwischen Heßberg und Harras an der Kreisstraße 531.

## Geschichte
Das Benediktinerinnen-Kloster Veilsdorf wurde 1189 erstmals urkundlich genannt. Es war eine Stiftung des Domherrn Heinrich von Heßberg, der von 1202 bis 1207 Bischof von Würzburg war, und dem Erzengel Michael geweiht. Das Kloster wurde wohl auf dem Grund einer zuvor bestehenden Befestigungsanlage erbaut. Dort querte im Mittelalter eine aus Richtung Bürden kommender Weg die Werra, dessen Reste noch als Hohlweg erkennbar sind.
1446 wurde das Kloster Veilsdorf in ein Mönchskloster umgewandelt. Für die Lebensweise der Benediktiner galten die Grundsätze der Kastler Reform.
Während des Bauernkrieges 1525 wurden die Klostergebäude niedergebrannt. Mit der Säkularisation im Jahr 1530 wurde das klösterliche Anwesen mit den Ländereien und den baulichen Resten des Klosters fürstliches Kammergut. Auf diesem Areal wurde ab 1760 eine fürstliche Porzellanmanufaktur errichtet, die Friedrich Wilhelm Eugen von Sachsen-Hildburghausen gründete. Hieraus entstand später ein modernes Porzellanwerk, das in Folge sechs verschiedenen Eigentümern gehörte und heute von der Rauschert-Gruppe mit der Produktion von technischem Porzellan geführt wird. Einige Mauern aus der Klosterzeit und des Manufakturgebäudes sind noch erhalten.
Zumindest in der ersten Hälfte des 19. Jahrhunderts wurden die Beschäftigten teilweise im sogenannten Trucksystem entlohnt. Hierfür fanden die Veilsdorfer Kupfermarken Verwendung.
Am 1. Juli 1950 wurde die Gemeinde Kloster Veilsdorf zusammen mit Hetschbach in die Gemeinde Veilsdorf eingegliedert.

## Persönlichkeiten
- Arthur May (1902–1933), Chefredakteur der Aachener Arbeiter Zeitung und Funktionär in der Kommunistischen Partei Deutschlands (KPD). 1933 von den Faschisten ermordet und 2019 mit einem Stolperstein geehrt.
- Hermann Hahn, Bildhauer, am 28. November 1868 in Kloster Veilsdorf geboren, starb am 18. August 1945 in Pullach im Isartal.